# Heinz Cibulka
Heinz Cibulka, né le 16 janvier 1943 à Vienne, est un photographe autrichien.

## Biographie
Ami de Rudolf Schwarzkogler et proche de Hermann Nitsch, Heinz Cibulka fait partie du mouvement actionniste dans les années 1960.
Il est à l'origine en 1988, avec deux étudiants, Matthias Fiegl et Wolfgang Stranzinger, de la lomographie, ceci à la suite de  l'achat d'un petit appareil photographique bon marché Lomo LC-A chez un brocanteur (la firme autrichienne Lomography ayant acquis une exclusivité de vente de l'appareil auprès de son fabricant LOMO, une entreprise russe d'optique),.

## Livres de photographies
- Bauernlieder, texte de Heimrad Bäcker, Linz, Verlag Neue Texte, 1981, 120 p.  (ISBN 978-3-900292-18-8).
- Land-Alphabete, texte de Martin Arnold, Vienne, Brandstätter Verlag, 1983, 120 p.  (ISBN 978-3-85447-025-0).

## Expositions

### Expositions personnelles
- 25 avril-29 juillet 2012 : Heinz Cibulka, im Takt von Hell und Dunkel, Hermann-Nitsch-Museum, Mistelbach[3]
- 26 mai-29 septembre 2019 : Heinz Cibulka : bin ich schon ein Bild?, Landesgalerie Niederösterreich, Krems an der Donau[4].

### Expositions collectives
- 16 mai - 11 juin 1985 : 6 austrian photographers : Heinz Cibulka, Seiichi Furuya, Friedl Kubelka-Bondy, Branko Lenart (de), Helmut Tezak (de), Manfred Willmann (de), Arbitrage Gallery (en), New York[5].
- 1993 : Antwerpen 93 : een stad gefotografeerd : Davies, Cibulka, Gelpke, Arsman (nl), Plossu, Musée de la photographie, Anvers[6].